# Sidney (Ohio)
Sydney è una città statunitense dell'Ohio, sede della contea di Shelby.

## Geografia fisica
Secondo lo United States Census Bureau, Sydney ha una superficie totale di 31,48 km², dei quali l'1.09%, ovvero 0.34 km² costituito da bacini idrografici.

## Società

### Evoluzione demografica
Secondo il censimento del 2010, la popolazione residente era di 21.229, con una densità di 674,34 ab. per km². Dei 21.229 abitanti, il 90.28% era costituito da bianchi, il 3,66% da afroamericani, il 2,18% da ispanici, lo 0,2% da nativi americani, 1,65% da asiatici, lo 0,15% da oceaniani, lo 0,8% da altre razze e 3,26 % da due o più.